# International (sport)
Een international in de sport betreft een sporter die namens zijn of haar land deelneemt aan wedstrijden tegen andere landen in dezelfde sport. Deze wedstrijden worden ook wel interlandwedstrijden genoemd. Ook kan een international uitkomen voor zijn land op een Europees kampioenschap, een wereldkampioenschap of de Olympische Spelen.